# ČSD E 499.0 sorozat
A ČSD E 499.0 sorozat egy első generációs csehszlovák Bo'Bo' tengelyelrendezésű univerzális villamosmozdony-sorozat volt, melyet személyszállító vonatok, expressz vonatok és tehervonatok vontatására terveztek. A prototípus 1953-ban készült el, a sorozatgyártás 1953 és 1958 között zajlott. Összesen száz db készült el a 3 kV egyenáramú, négytengelyes, 2032 kW teljesítményű mozdonyból. A gépek Csehszlovákia felbomlása után a ČD-hez mint ČD 140 és a ŽSR-hez, mint ŽSR 140 kerültek.

## Történetük
A mozdonyokat a Skoda licenc alapján gyártotta, együttműködve svájci gyártókkal. Ez hatalmas műszaki ugrás volt csehszlovák iparnak. Ez a mozdony alapozta meg a későbbi világhírű Skoda mozdonygyártást. A sorozatból sikeresen exportáltak a Szovjetunióba is. Gyári típusszáma Škoda 12E volt. Az ország újonnan villamosított 3 kV DC rendszerű északi és keleti részén szolgáltak. Ezek a gépek voltak az első, háború után gyártott csehszlovák mozdonyok. Napjainkra nagyrészt felváltotta őket a korszerűbb ČD 162 sorozat. Néhány azonban még 2008-ban is forgalomban volt.

## Műszaki jellemzése
A mozdony acél házzal rendelkezik, melynek mindkét végén egy-egy vezetőállás található. A négy tengelyt tengelyenként egy-egy villanymotor hajtja meg. Oldalán kerek körablakok találhatóak.